# Adam
Adam (ebraică אָדָם, arabă آدم, siriacă: ܐ ܵ ܕ ݂ ܵ ܡ) este un personaj în Cartea Genezei, Coran și Kitab-i-Íqán. Potrivit mitului creației a religiilor avraamice, el este primul om.
Conform Vechiului Testament, a fost creat de către Yahweh Elohim-(„Yahweh-Dumnezeu”, Dumnezeul lui Israel) din pământ, "după chipul și asemănarea sa", în ziua a șasea a Creației. Tatăl lui Cain, Abel și Set. Perechea lui este Eva.
Termenul de „Adam” se poate referi atât la prima persoană, precum și la crearea omenirii.
De asemenea, termenul simbolizează păcatul originar și abuzul absurd al libertății.
Alungarea din rai este semnul pedepsei pentru cei care ar îndrăzni să se identifice cu divinitatea.
Adam poate fi identificat și ca prototip al lui Isus, numit în Prima epistolă a lui Pavel către corinteni Adam cel Nou (1 Corinteni:15).

## În credința druză
Druzii îl consideră pe Adam primul purtător de cuvânt („natiq”), care a contribuit la transmiterea învățăturilor fundamentale ale monoteismului („tawhid”) destinate unui public mai larg. El este, de asemenea, considerat un profet important al lui Dumnezeu în credința druză, fiind printre cei șapte profeți care au apărut în diferite perioade ale istoriei.

## Vezi și
- Preadamism
- Geneza
- Adam și Eva
- Păcat originar
- Adam cu cromozomul Y